# Fukumenkei Noise
Fukumenkei Noise (яп. 覆面系ノイズ рус. «Не скрывая крик») — манга Рёко Фукуямы, публиковавшаяся с 2013 по 2019 года в журнале Hana to Yume издательства Hakusensha. 17 апреля 2016 года была анонсирована аниме-адаптация. 5 октября 2016 объявили о том, что на ноябрь 2017 года запланирован выход игрового фильма.

## Сюжет
Девочка Нино дружила с мальчиком Момо с самого детства. Они вместе пели и были не разлей вода. Но однажды Момо просто исчез. Нино, убитая горем, неожиданно находит нового себе друга — Канадэ Юдзуру, юного музыканта. Он подбадривает её, позволяя петь свои песни, и у Нино получается встать на ноги. Но вскоре Юдзуру тоже исчезает, оставляя Нино одну.
Спустя несколько лет она поступает в старшую школу, и уже на вступительной церемонии встречает Канадэ, который является композитором группы in NO hurry to shout. Он предлагает ей стать вокалисткой группы, чтобы Нино могла найти Момо.
Теперь, вместе с остальными участниками группы, ей предстоит пройти через все трудности музыкальной индустрии.

## Персонажи
Нино Арисугава (яп. 有栖川 仁乃 Арисугава Нино) / Нино (яп. ニノ)
Сэйю: Саори Хаями
Актёр: Аями Накадзё
Канадэ Юдзуриха (яп. 杠 花奏 Юдзуриха Канадэ) / Юдзу (яп. ユズ)
Сэйю: Дайки Ямасита
Актёр: Дзюн Сисон
Момо Сакаки (яп. 榊 桃 Сакаки Момо) / Момо (яп. モモ)
Сэйю: Коки Утияма
Актёр: Юта Косэки
Мио Сугури (яп. 珠久里 深桜 Сугури Мио:) / Мио (яп. ミオウ)
Сэйю: Аяхи Такагаки
Актёр: Эрина Мано
Аюми Куросэ (яп. 黒瀬 歩 Куросэ Аюми) / Куро (яп. クロ)
Сэйю: Дзюн Фукуяма
Актёр: Хаято Исомура
Ёсито Харуно (яп. 悠埜 佳斗 Харуно Ёсито) / Хараёси (яп. ハルヨシ)
Сэйю: Дайсукэ Оно
Актёр: Ёсукэ Сугино

## Список серий
| Номер серии | Название серии | Дата выхода         |
| ----------- | --- | ------------------- |
| 1           | We're Hiding How We Truly Feel «Boku-tachi wa, honto no kokoro wo, kakushiteru» (ぼくたちは、ほんとのこころを、かくしてる)                                                                                 | 11 апреля 2017 года |
| 2           | God, I Pray That Alice's Love Will Never Be Realized «Kami-sama, Arisu no koi ga, eien ni kanaimasen yō ni» (かみさま、アリスのこいが、えいえんにかないませんように)                                       | 18 апреля2017 года  |
| 3           | Whatever It Takes, Right Now «Dōshitemo, ima sugu» (どうしても、いますぐ) | 25 апреля 2017 года |
| 4           | That Day, We Who Were Hiding How We Truly Felt Joined Hands «Honto no kokoro wo kaku shita boku-ra wa, kōshite ano hi, te wo kunda nda» (ほんとのこころをかくしたぼくらは、こうしてあのひ、てをくんだんだ) | 2 мая 2017 года     |
| 5           | I Wouldn't Have Had To See You Smile Like That «Kimi no an'na egao, minakute sundanoni» (きみのあんな笑顔、みなくてすんだのに)                                                                             | 9 мая 2017 года     |
| 6           | Today And Tomorrow, We Walk «Kyō mo ashita mo, aruku» (今日も明日も、歩く) | 16 мая 2017 года    |
| 7           | Our Lines Of Sight Finally Overlapped «Boku ra no shisen wa yōyaku, kōsa shi ta n da» (ぼくらの視線はようやく、交差したんだ)                                                                               | 23 мая 2017 года    |
| 8           | I Will Be Your Friend, I Swear I will «Kimi no tomodachi ni naru tte, zettai, natte miseru tte» (きみのともだちになるって、ぜったい、なってみせるって)                                                     | 30 мая 2017 года    |
| 9           | And so, We Took Off Running For That Summer «Sōshite, boku ra wa hashiri dashi ta, ano natsu o mezashi te» (そうして、ぼくらははしりだした、あの夏をめざして)                                              | 6 июня 2017 года    |
| 10          | The One Who Lit a Fire Inside Alice Was Me «Arisu ni hi o tsuke ta no wa, boku datta» (アリスに火をつけたのは、ぼくだった)                                                                                 | 10 июня 2017 года   |
| 11          | I'll Make It So All of Them Can Never leave «Zenin koko kara, hanare nare naku shiteyaru» (全員ここから、離れなれなくしてやる)                                                                             | 20 июня 2017 года   |
| 12          | I Pray It Reaches You «Todoki masu yō ni» (とどきますように) | 27 июня 2017 года   |

## Ссылка
- hanayume.com/fukumen/ — официальный сайт Официальный сайт манги в Hana to Yume  (яп.)
- fukumenkei-anime.jp — официальный сайт Официальный сайт сериала  (яп.)
- Манга «Fukumenkei Noise» (англ.) в энциклопедии сайта Anime News Network